# Nancy Kress
Nancy Anne Kress (ur. 20 stycznia 1948 w Buffalo) – amerykańska pisarka science fiction i fantasy. Wielokrotna laureatka nagród Nebula, a także Hugo, Sturgeona, Campbella i Locusa głównie za krótkie formy.

## Życiorys
Urodziła się jako Nancy Anne Koningisor, dorastała w East Aurora w stanie Nowy Jork. Studiowała w SUNY w Plattsburgh, gdzie zdobyła tytuł magistra pedagogiki nauczania początkowego. Po studiach przez cztery lata pracowała jako nauczycielka w szkole podstawowej. W 1973 roku przeniosła się do Rochester, aby poślubić Michaela Josepha Kressa. Mieli dwóch synów, Kevina Michaela i Briana Stephena, rozwiedli się w 1984 roku. Zaczęła pisać, gdy zajmowała się wychowywaniem dzieci. Ukończyła także kolejne studia na SUNY w Brockport, zdobywając tytuły MS z zakresu pedagogiki (1977) i magistra z anglistyki (1979). W latach 80. pracowała w agencji reklamowej i pisała w wolnych chwilach. W 1998 roku wyszła za mąż za kolegę pisarza, Charlesa Sheffielda, który zmarł w 2002 roku na guza mózgu. Kress przeprowadziła się z powrotem do Rochester, aby być blisko swych dorosłych dzieci. W 2009 przeprowadziła się do Seattle. W lutym 2011 roku poślubiła pisarza Jacka Skillingsteada.

## Twórczość
Jej pierwsze opowiadanie The Earth Dwellers ukazało się w czasopiśmie Galaxy w grudniu 1976 roku. Jej pierwsza powieść, The Prince of Morning Bells, ukazała się w 1981 roku. Od 1990 roku pisarstwo jest jej głównym zajęciem.
Chociaż jej pierwsze trzy powieści były utworami fantasy, to prawie wszystkie następne powieści należały do gatunku science fiction; wróciła do fantasy cyklem Kroniki duszorośli. Jej utwory były wielokrotnie nominowane i nagradzane, m.in. mikropowieść Hiszpańscy żebracy z roku 1990, która stała się podstawą powieści o tym samym tytule, otrzymała nagrodę Hugo, jak i Nebulę.
Tworzy głównie realistyczne historie umiejscowione w bliskiej przyszłości będącej wiarygodną ekstrapolacją teraźniejszości. W swojej twórczości często porusza problemy inżynierii genetycznej i w mniejszym stopniu sztucznej inteligencji.
Przez 16 lat prowadziła kolumnę „Fiction” w piśmie Writer’s Digest. Wykłada na warsztatach Clarion.

## Lista utworów

### Powieści

#### CyklBezsenni
The Sleepless, tł. Kinga Dobrowolska
- Hiszpańscy żebracy (Beggars in Spain, 1991) – wyd. pol. Prószyński i S-ka, 1996
- Żebracy nie mają wyboru (Beggars and Choosers, 1994) – wyd. pol. Prószyński i S-ka, 1996
- Żebracy na koniach (Beggars Ride, 1996) – wyd. pol. Prószyński i S-ka, 1998

#### CyklFBI Agent Robert Cavanaugh
- Oaths and Miracles (1996)
- Stinger (1998)

#### David Brin’s Out of Time
- Yanked! (1999)

#### CyklPrawdopodobieństwo
Probability, tł. Robert J. Szmidt
- Księżyc prawdopodobieństwa (Probability Moon, 2000) – wyd. pol. Almaz, 2012
- Gwiazda prawdopodobieństwa (Probability Sun, 2001) – wyd. pol. Almaz, 2012
- Przestrzeń prawdopodobieństwa (Probability Space, 2002) – wyd. pol. Almaz, 2013

#### CyklZielnik
Greentrees
- Ogień krzyżowy (Crossfire, 2003) – wyd. pol. Rebis, 2017, tłum. Urszula Gardner
- Próba ognia (Crucible, 2004) – wyd. pol. Rebis, 2017, tłum. Mirosław P. Jabłoński

#### CyklKroniki Duszorośli
Soulvine Moor Chronicles, pod pseudonimem Anna Kendall, tł. Michał Jakuszewski
- Na drugą stronę (Crossing Over, 2010) – wyd. pol. Zysk i S-ka, 2014
- Nadejście mrocznej mgły (Dark Mist Rising, 2011) – wyd. pol. Zysk i S-ka, 2015
- Jasny i straszliwy miecz (A Bright and Terrible Sword, 2013) – wyd. pol. Zysk i S-ka, 2015

#### TrylogiaYesterday’s Kin
- Tomorrow’s Kin (2017)
- If Tomorrow Comes (2018)
- Terran Tomorrow (2018)

#### Inne powieści
- The Prince of Morning Bells (1981)
- The Golden Grove (1984)
- The White Pipes (1985)
- An Alien Light (1988)
- Brain Rose (1990)
- Maximum Light (1998)
- Nothing Human (2003)
- The Omega Egg (2007) – rozdz. 3 Dreams and Nightmares; pozostałe rozdziały miały innych autorów.
- Dogs (2008)
- Steal Across the Sky (2009)
- After the Fall, Before the Fall, During the Fall (2012)
- Flash Point (2012)
- Sea Change (2020)
- The Eleventh Gate (2020)
- Observer (2023, współaut. Robert Lanza)

### Opowiadania

#### Zbiory opowiadań
- Trinity and Other Stories (1985)
- The Aliens of Earth (1993)
- Beaker’s Dozen (1998)
- Nano Comes to Clifford Falls and Other Stories (2008)
- Five Stories (2011)
- Future Perfect: Six Stories of Genetic Engineering (2012)
- The Body Human: Three Stories of Future Medicine (2012)
- AI Unbound: Two Stories of Artificial Intelligence (2012)
- Fountain of Age: Stories (2012)
- The Best of Nancy Kress (2015)

#### Opowiadania opublikowane w Polsce
- Bezpieczeństwo (Safeguard 2007) Nowa Fantastyka 09(312)/2008
- Bzdury (Craps 1988) Nowa Fantastyka 05(152)/1995
- Cena pomarańczy (The Price of Oranges 1989) Nowa Fantastyka 07(202)/1999
- Droga Saro (Dear Sarah 2017) Nowa Fantastyka 11(434)/2018
- Druga arabeska, bardzo powoli (Second Arabesque, Very Slowly 2013) w: Niebezpieczne kobiety, Zysk i S-ka 2015
- Ewolucja (Evolution 1995) w: To, co najlepsze w SF 1 Zysk i S-ka 1999
- Góra przyszła do Mahometa (The Mountain to Mohammed 1992) w: Nebula '92 Prószyński i S-ka 1997
- Jeden (One 2013) Nowa Fantastyka 07(394)/2015
- Kamienny człowiek (Stone Man 2007) w: Czarnoksiężnicy, Rebis 2009
- Linie błędu (Fault Lines 1995) Nowa Fantastyka 02(185)/1998
- Ludzie jak my (People Like Us 1989) Fantastyka 06(93)/1990
- Moja matka tańczy (My Mother, Dancing 2004) w: Kierunek 3001, Muza 2003
- Na mą modłę zawsze wierna tobie (Always True to Thee, in My Fashion 1997) w: To, co najlepsze w SF 3 Zysk i S-ka 2001
- Nano przybywa do Clifford Falls (Nano Comes to Clifford Falls 2006) Nowa Fantastyka 04(283)/2006
- Płonąca chęcią obłapiania (And Wild for to Hold 1991) Asimov’s Science Fiction 01(02)/1992
- Stan naturalny (State of Nature 1998) w: To, co najlepsze w SF 4 Zysk i S-ka 2004
- Tańcząc w powietrzu (Dancing on Air 1993) Nowa Fantastyka 02(197)-03(198)/1999
- Więź Erdmanna (The Erdmann Nexus 2008) Nowa Fantastyka 08 (323)/09(324)/2009
- Wśród wszystkich tych jasnych gwiazd (Out of All Them Bright Stars 1985) Fantastyka 03(54)/1987
- Wyjaśnienia, Sp. z o.o. (Explanations, Inc. 1984) Fantastyka 03(54)/1987
- Zbawiciel (Savior 2000) w: Kroki w nieznane 2009
- Zasady przetrwania (Laws of Survival 2007) Nowa Fantastyka 01(364)/2013
- Źródło starości (Fountain of Age 2007) Fantastyka wydanie specjalne 4(21)/2008
- Żołnierz statku parowego na froncie informacyjnym (Steamship Soldier on the Information Front 1997) w: Opowiadania z przyszłości Muza 1998

### Antologie
- Nebula Awards Showcase 2003 (2003)

### Inne książki
- Beginnings, Middles, & Endings (1993)
- Dynamic Characters (1998)
- Characters, Emotion & Viewpoint (2005)

## Nagrody
- Wśród wszystkich tych jasnych gwiazd (Out of All Them Bright Stars) – krótka forma – Nebula 1985
- Hiszpańscy żebracy (Beggars in Spain) – opowiadanie – Nebula 1991, Hugo 1992
- Kwiaty więzienia Aulit (The Flowers of Aulit Prison) – nowela – Nebula 1997, Theodore Sturgeon Award 1997
- Przestrzeń prawdopodobieństwa (Probability Space) – powieść – Nagroda Campbella 2003
- Źródło starości (Fountain of Age) – krótka forma – Nebula 2007
- Więź Erdmanna (The Erdmann Nexus) – opowiadanie – Hugo 2009
- After the Fall, Before the Fall, During the Fall – opowiadanie – Nebula 2012, Nagroda Locusa 2013
- Yesterday’s Kin – opowiadanie – Nebula 2014, Nagroda Locusa 2015